# Silke Kraushaar-Pielach
Silke Kraushaar-Pielach (ur. 10 października 1970 w Sonnebergu jako Silke Kraushaar) – niemiecka saneczkarka, trzykrotna medalistka olimpijska, wielokrotna medalistka mistrzostw świata i pięciokrotna zdobywczyni Pucharu Świata.

## Kariera
Pierwszy sukces w karierze osiągnęła w 1997 roku, kiedy zdobyła srebrny medal w drużynie podczas mistrzostw świata w Innsbrucku. W kolejnych latach zdobyła jeszcze dziewięć medali na imprezach tego cyklu, w tym złote w drużynie podczas MŚ w Sankt Moritz (2000), MŚ w Calgary (2001) i MŚ w Igls (2007) oraz w jedynkach na MŚ w Nagano (2004). Zdobyła też dziesięć medali mistrzostw Europy, w tym siedem złotych (trzy indywidualnie i cztery drużynowo). W 1998 roku wystartowała na igrzyskach olimpijskich w Nagano, gdzie zdobyła mistrzostwo olimpijskie w jedynkach. Na rozgrywanych cztery lata później igrzyskach w Salt Lake City zajęła trzecie miejsce, plasując się za swymi rodaczkami, Sylke Otto i Barbarą Niedernhuber. Brała też udział w igrzyskach olimpijskich w Turynie w 2006 roku,  zdobywając srebrny medal. Rozdzieliła tam na podium Sylke Otto i kolejną reprezentantkę Niemiec - Tatjanę Hüfner. Pięciokrotnie była najlepsza w klasyfikacji generalnej Pucharu Świata, zwyciężając w sezonach 1998/1999, 2000/2001, 2001/2002, 2005/2006 i 2006/2007.
Po zakończeniu sportowej kariery została działaczką niemieckiego związku bobslejów, sanek i skeletonu.

## Życie prywatne
7 lipca 2006 roku została żoną niemieckiego biznesmena Michaela Pielacha.

## Osiągnięcia

### Puchar Świata

#### Miejsca w klasyfikacji generalnej
| Sezon     | Miejsce |
| --------- | ------- |
| 1997/1998 | 2.      |
| 1998/1999 | 1.      |
| 1999/2000 | 2.      |
| 2000/2001 | 1.      |
| 2001/2002 | 1.      |
| 2002/2003 | 2.      |
| 2003/2004 | 2.      |
| 2004/2005 | 2.      |
| 2005/2006 | 1.      |
| 2006/2007 | 1.      |
| 2007/2008 | 2.      |